# Desmostachys oblongifolia
Desmostachys oblongifolia är en tvåhjärtbladig växtart som först beskrevs av Engler, och fick sitt nu gällande namn av Villiers. Desmostachys oblongifolia ingår i släktet Desmostachys och familjen Icacinaceae. Inga underarter finns listade i Catalogue of Life.